# Alejandro Borrajo
Alejandro Alberto Borrajo (nascido em 24 de abril de 1980) é um ciclista Argentino que competiu no ciclismo nos Jogos Olímpicos de Verão de 2008.